# Dexter
|  | Per a altres significats, vegeu «Dexter (desambiguació)». |

Dexter és una sèrie de televisió de la cadena estatunidenca Showtime basada en la novel·la "L'Obscur Passatger" (Darkly Dreaming Dexter en l'original) de Jeff Lindsay emesa entre 2006 i 2013. A banda de la novel·la original, s'han publicat dues seqüeles del personatge: "Benvolgut Dexter" (Dearly Devoted Dexter en l'original) i Dexter in the Dark, però la sèrie sols es basa en la primera i en alguns punts de la segona.
L'abril de 2013, Showtime anuncià que la 8a temporada seria la última de Dexter.
L'octubre de 2020 es va anunciar que Dexter podria tornar amb un sèrie limitada de 10 episodis titulada Dexter: New Blood, amb Michael C. Hall en el seu rol original i amb Clyde Phillips com a showrunner. L'inici de la producció estava anunciada per finals de 2020 i la data d'estrena fou el 7 de novembre de 2021.

## Argument
Dexter Morgan és un forense especialitzat en sang en el Departament de Policia de Miami. És un bon nuvi, un padrastre divertit, un germà confident, i tot un professional en el seu treball. Però, a més a més, Dexter amaga una obscura identitat que surt a la llum quan arriba la nit. Busca criminals qüestionables per la seva moral i se’n desfà: Dexter és un assassí en sèrie. L'únic que des de la seva infantesa el va conèixer com és en realitat fou el seu pare adoptiu, Harry Morgan, qui li va donar l'ètica i el modus operandi amb el que duu a terme els seus crims o la seva particular justícia: quan es va adonar que l'instint assassí del seu fill era impossible d'evitar, va decidir educar-lo per poder traure profit de la seua habilitat "personal" i aportar-li un codi d'actuació (el codi de Harry), enfocat a perseguir i eliminar aquells assassins que havien aconseguit escapar-se de l'acció de la justícia. Dexter és molt metòdic, sempre busca un lloc adequat per al crim, i posa les fotografies de les víctimes de l'assassí que executarà.

## Banda sonora
La banda sonora va a càrrec de Daniel Licht.

## Repartiment
- Michael C. Hall com Dexter Morgan
- Julie Benz com Rita Bennett
- Jennifer Carpenter com Deborah "Debra" Morgan
- Erik King com el sergent James Doakes
- Lauren Vélez com la tinent Maria LaGuerta
- David Zayas com Angelo "Angel" Batista
- James Remar com Harry Morgan
- C.S. Lee com Vincent "Vince" Masuka

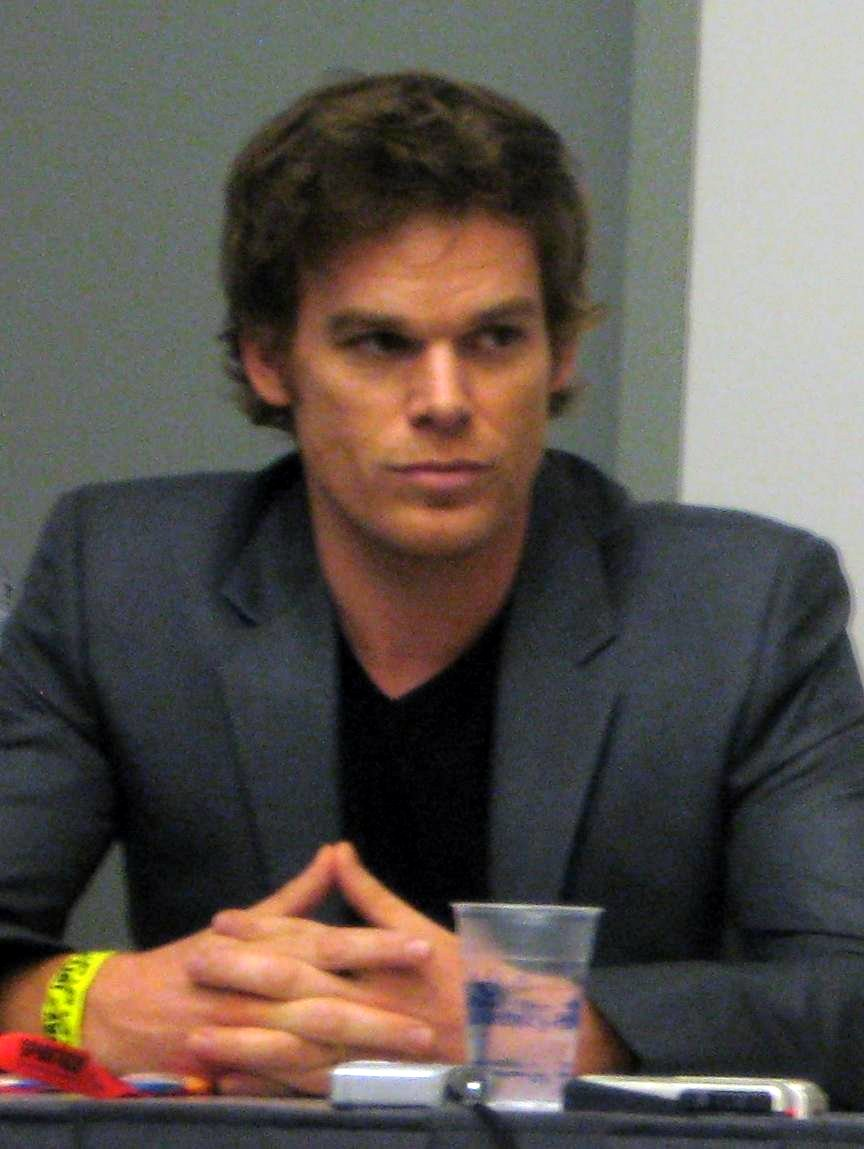
Michael C. Hall
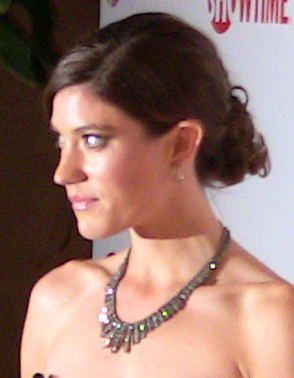
Jennifer Carpenter
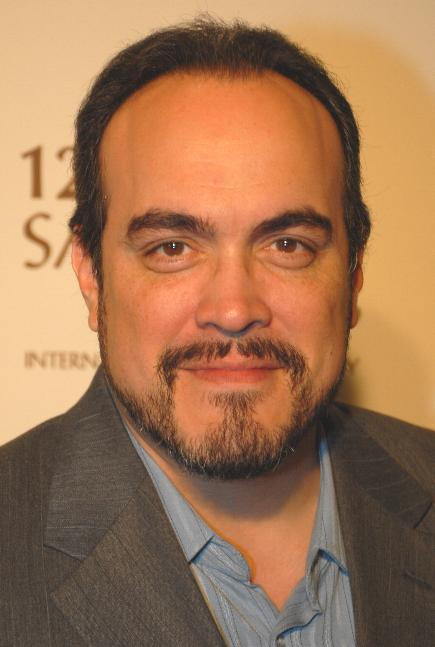
David Zayas
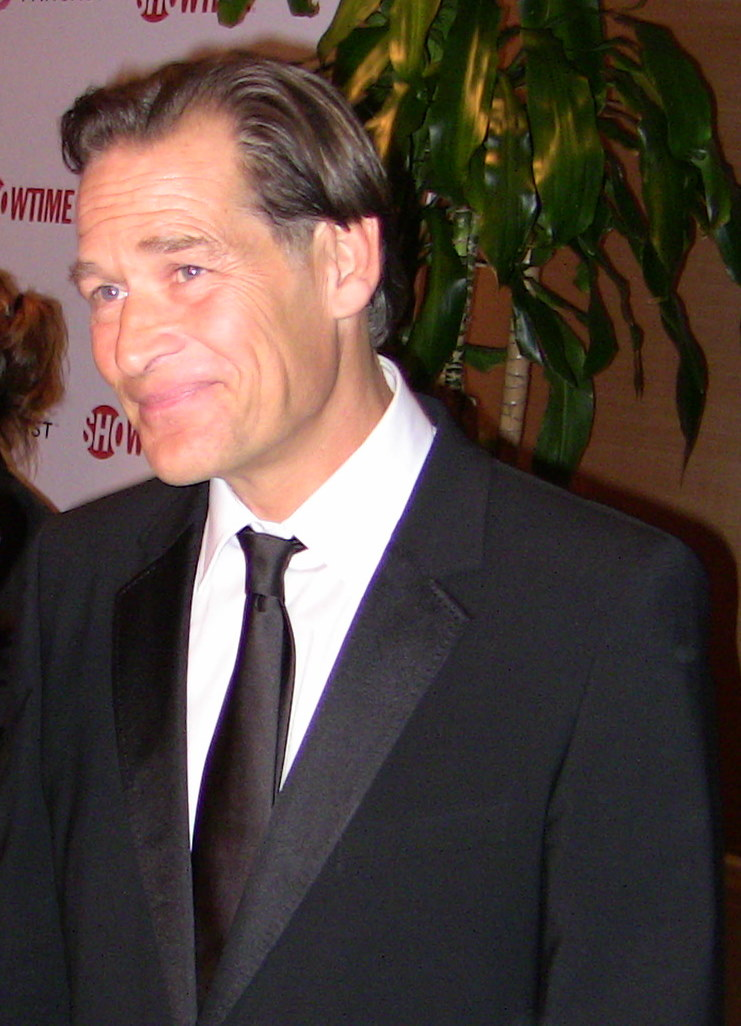
James Remar